# Konyai repülőtér
A Konyai repülőtér (IATA: KYA, ICAO: LTAN) Törökország egyik kisebb jelentőségű nemzetközi repülőtere, amely Konya közelében található. Éves utasforgalma 798 546 fő (2022).

## Légitársaságok és úticélok
2023-ban a Konyai repülőtérről az alábbi járatok indulnak:
| Légitársaság      | Célállomások                                                            |
| ----------------- | ----------------------------------------------------------------------- |
| AnadoluJet        | Istanbul–Sabiha Gökçen Szezonális: Koppenhága                           |
| Corendon Airlines | Szezonális: Amszterdam, Rotterdam                                       |
| Pegasus Airlines  | Istanbul–Sabiha Gökçen Szezonális: Koppenhága                           |
| SunExpress        | Izmir Szezonális: Amszterdam, Koppenhága, Düsseldorf, Stockholm–Arlanda |
| Turkish Airlines  | Istanbul                                                                |

## Futópályák
A repülőtér futópályái:
- 01R/19L (3350 m, 45 m, beton)
- 01L/19R (3350 m, 45 m, beton)

## Forgalom
Az utasforgalom az elmúlt években az alábbi módon változott:
| Utasok száma | 248 070 | 301 724 | 545 497 | 659 209 | 989 398 | 989 398 | 1 247 705 | 1 008 704 | 498 094 | 798 546 |
|              | 2007    | 2009    | 2010    | 2012    | 2014    | 2015    | 2017      | 2019      | 2020    | 2022    |